# Desfiladero de Pancorbo

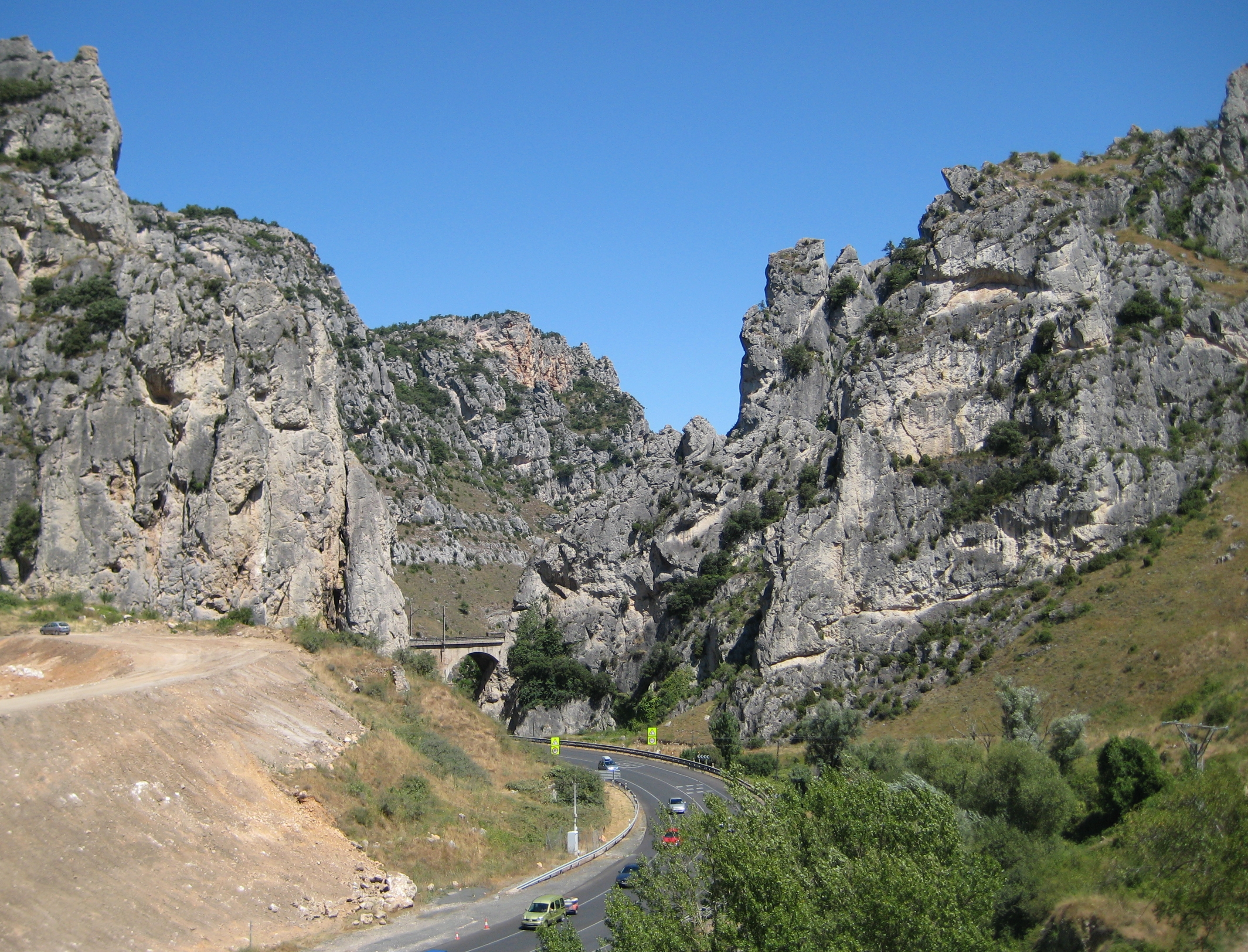
N-1 a su paso por el desfiladero de Pancorbo, vista desde la AP-1.

El desfiladero de Pancorbo es un importante e histórico paso situado en los montes Obarenes en Burgos, en la comunidad autónoma de Castilla y León en España. Paso obligado para entrar a la meseta castellana desde el norte de la península ibérica y la costa atlántica del continente europeo. Se le conoce como la Puerta de Castilla. Está incluido en el parque natural de Montes Obarenes-San Zadornil y en el área de Montes de Miranda de Ebro y Ameyugo.
Los montes Obarenes se alzan a modo de murallón rocoso entre el valle alto del Ebro y la Bureba, antesala de la meseta castellana. El río Oroncillo se abre paso en este inmenso muro en su recorrido hacia el Ebro por un estrecho desfiladero que se convierte en el paso natural entre estas dos grandes unidades geográficas. Este paso se ha usado desde siempre por todos aquellos que han necesitado pasar de un lado al otro de este muro natural, todas las emigraciones de todo tipo, humanas, animales y vegetales han cruzado por este estrecho pasillo.
Morfológicamente relevante, al ser un modelo de incisión fluvial sobre materiales calcáreos realizado por el río Oroncillo.
Por sus propias características ha sido un paso militarmente estratégico por donde han pasado todos los ejércitos que han intervenido en la península, por lo que su vigilancia y defensa ha sido siempre importante, como atestiguan los restos de varias fortificaciones en su entorno. En la parte sur se ubica la villa de Pancorbo.
Por el desfiladero cruzan en la actualidad la carretera N-1, la autopista AP-1 y la línea de ferrocarril de RENFE Madrid-Irún-frontera francesa. La futura línea de alta velocidad Venta de Baños-Burgos-Vitoria también tendrá que atravesarlo.

## Rutas
Desde el pueblo parte una empinada senda que permite ir ganando altura y alcanzar el mirador de la Peña del Mazo. También se puede acceder a lo alto del desfiladero desde otro sendero que nace en la ermita del Santo Cristo del Barrio, situada en pleno corazón de la garganta. Esta senda señalizada continúa paralela al río Oroncillo y permite recorrer el sector más espectacular del estrecho y alargado cañón. Desde lo alto se obtiene una hermosa perspectiva de la llanada de La Bureba y de los Montes Obarenes.

## Vegetación y fauna

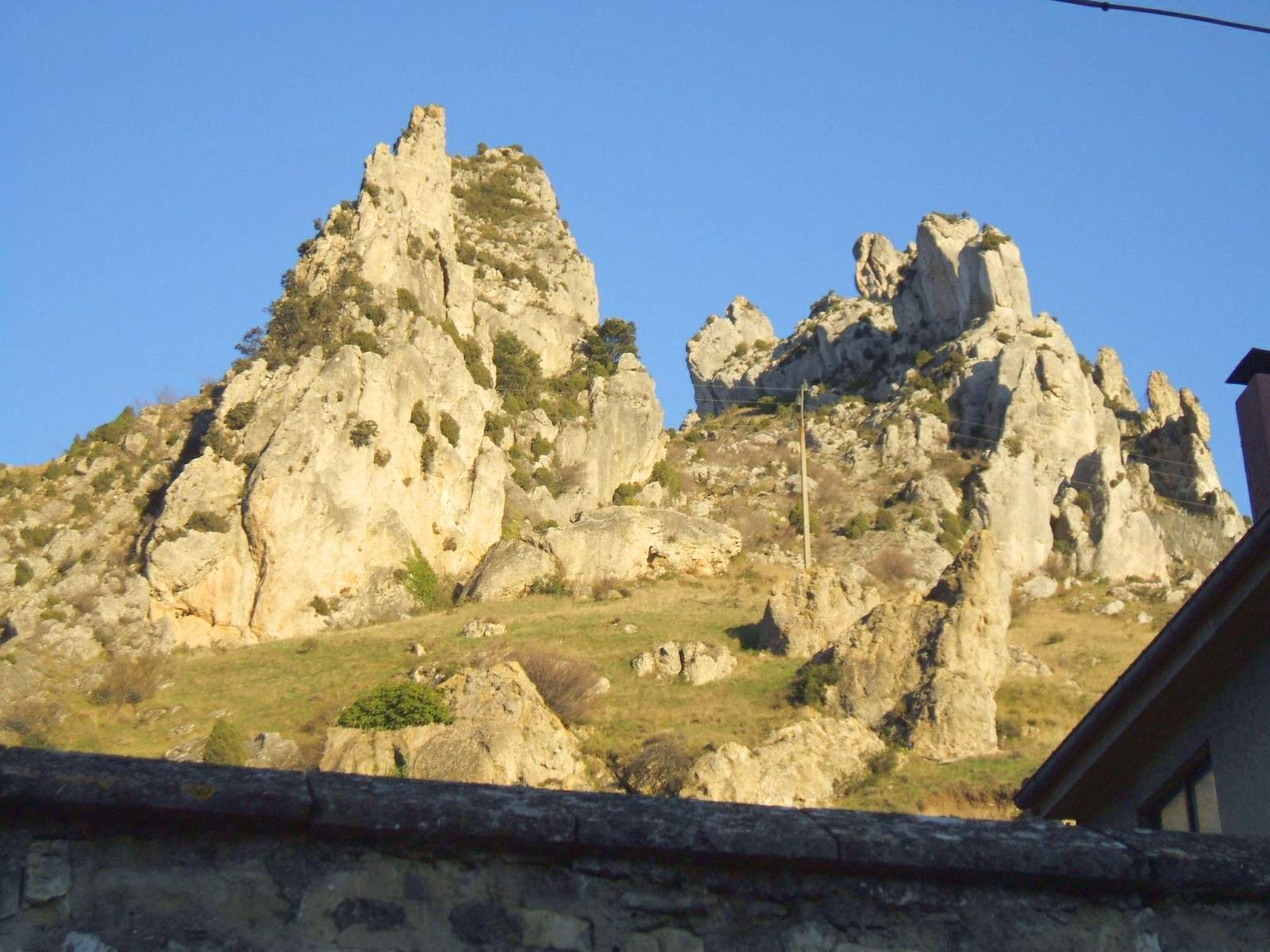
Desfiladero desde la localidad de Pancorbo.

La capa vegetal está marcada por amplias formaciones de coníferas que se complementan con manchas aisladas de bosques de hayas con presencia de robles, avellanos y fresnos. 
Las laderas sur se pueblan con matorrales de encina y coscoja con muchos ejemplares de quejigo y un sotobosque conformado por madroños, jaras y romeros.
Los cortados rocosos son lugares ideales para la nidificación de las rapaces. En Pancorbo destacan los buitres leonados, los alimoches, las águilas reales, los halcones peregrinos, las águilas perdiceras y los búhos reales. Fue última zona donde habitaron los quebrantahuesos en la provincia de Burgos. En época de cría de rapaces, esta totalmente prohibida la escalada del 1 de enero al 30 de junio.
Red de ZEPA
(Zonas de Especial Protección para las Aves) de la provincia de Burgos
Directiva 79/409/CEE del Consejo, de 2 de abril de 1979, relativa a la conservación de las aves silvestres
En cuanto a los mamíferos hay jinetas, turones, jabalíes, corzos y lobos. En los reptiles son relevantes el lagarto verde, el lagarto ocelado, la lagartija colilarga y la culebra bastarda.

## Historia

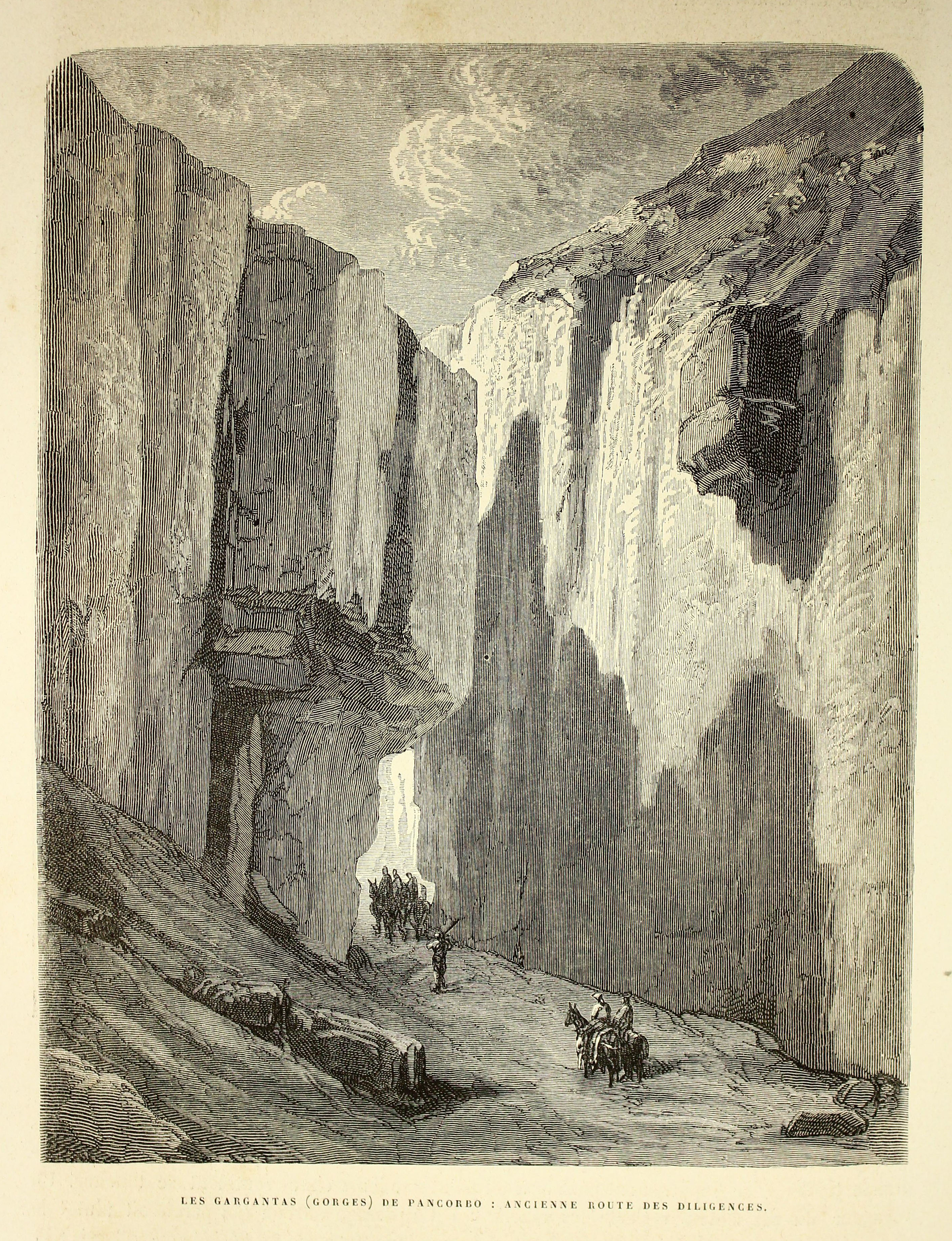
Antigua ruta de las diligencias, desfiladero de Pancorbo, de Gustave Doré.

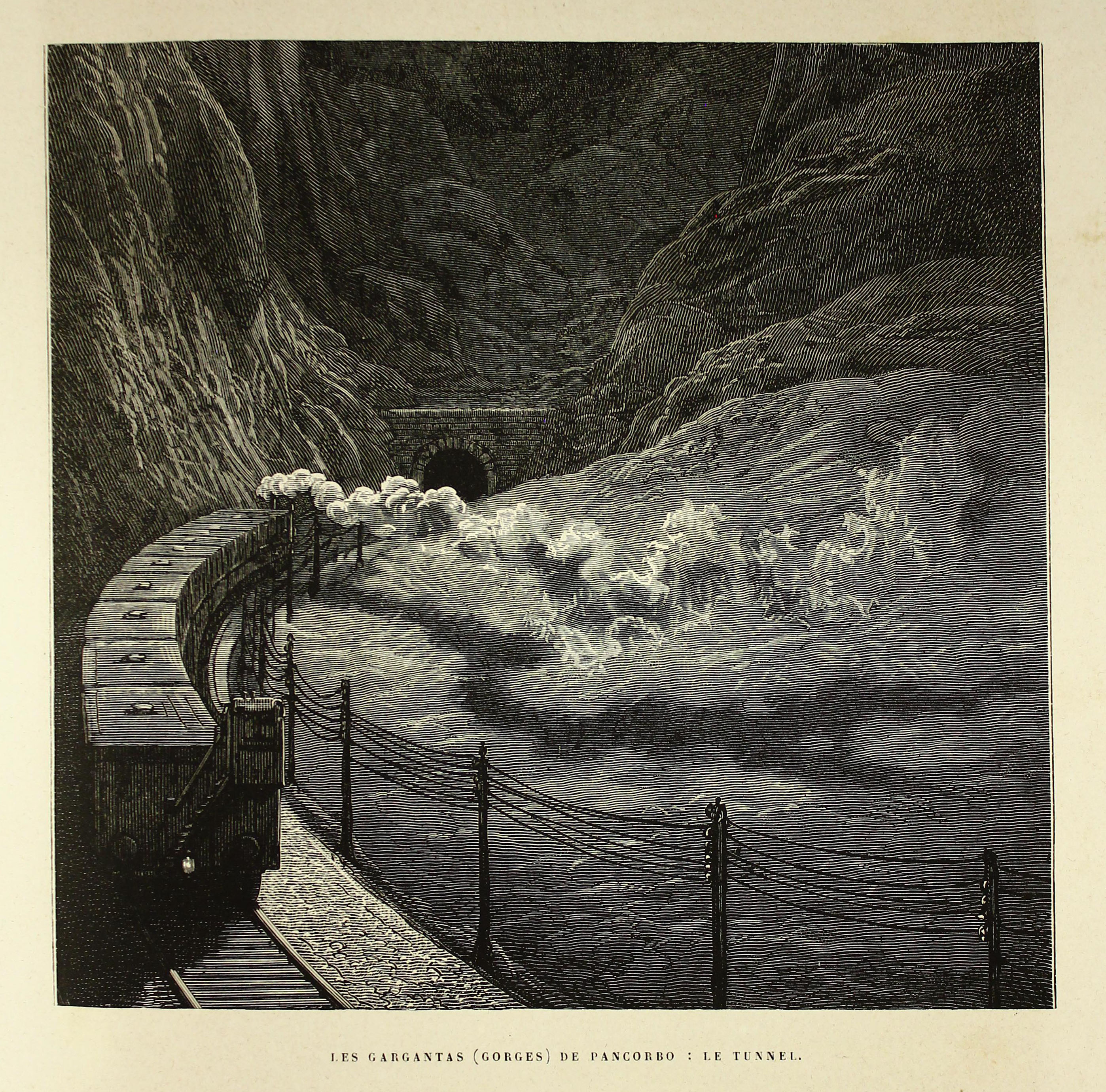
Túnel de Pancorbo, de Gustave Doré, mediados del.

Desde tiempos inmemorables, el desfiladero de Pancorbo ha sido utilizado para el tránsito entre el norte y el sur de la península ibérica. Los romanos hicieron pasar por aquí a su calzada romana XXXIV o Ab Asturica Burdigalam que unía Astorga con Burdeos, que ha recibido el nombre de "Vía Aquitania", cruzaba el río por el puente, hoy conocido como "de la Magdalena" y que acaba dando nombre la lugar y a la población (Ponticurvo). El Camino de Santiago, el llamado "camino francés", cruza el desfiladero siguiendo la calzada romana.
La importancia del desfiladero hizo que la villa de Pancorbo haya tenido un importante papel en la historia de Castilla desde su incorporación al, entonces condado, en el siglo IX. Durante la invasión musulmana fue lugar de refugio de la población cristiana. En el año 803 el general Abd-al-Karim entra a tierras de Álava por aquí y poco después en el año 816 es derrotado en el propio desfiladero, dándose más batallas en el mismo en años posteriores.
El desfiladero de Pancorbo, como  refugio de los cristianos, sería un lugar clave, durante el siglo IX, para la formación del incipiente dialecto castellano. El Condado de Castilla, al estar aislado de otras regiones por este enclave natural, hizo que el latín vulgar hablado por sus habitantes evolucionara de manera peculiar, dando lugar al primitivo castellano.
Durante la guerra de la Independencia a principios del siglo XIX, Pancorbo fue escenario de muchas luchas y contó con una guerrilla estable establecida en el desfiladero que obstaculizaba las comunicaciones. El 30 de junio de 1813, las fuerzas francesas rindieron la fortaleza de Santa Engracia a las tropas españolas al mando del Conde de La Bisbal, hecho bélico que se encuadra dentro de la batalla de Vitoria.
En 1955 se replantea el trazado de la carretera N-1 que se acerca al pueblo. En 1974 se comienza la construcción de la autopista Burgos-Armiñón, la llamada AP-1. En 1984 entra en servicio el tramo Burgos-Armiñón, tramo que cruza el desfiladero mediante tres túneles con una longitud de 1 314m.

## Rutas de escalada
En las paredes rocosas que conforman el desfiladero de Pancorbo se han abierto más de 110 vías de escalada que alcanzan una altura máxima de 120 metros y un abanico de grado de dificultad que va desde el IV grado hasta el VIII grado. Las vías son complejas y en ellas hay que aplicar una gran diversidad técnica para superarlas.
Hay fisuras como la que se halla en la llamada "S.K. Matinal" (grado de dificultad 6a+), diedros como los encontrados en "Gigante" (grado de dificultad 6a) y  "Olimpia" (grado 6b), pasos de adherencia como el de la vía "Placa de Kike" (de grado 6b) o espolones como los de la vía "Capitán Garfio" (grado 6c+) o techos y desplomes como los de "Fanáticos del Vacío" (grado 6c+).
Hay 15 sectores abiertos en el área de Pancorbo, entre los que destacan dos, "Desfiladero" y "Las Cuevas" por la calidad de la roca y la longitud de las vías. En el sector del "Desfiladero" la escalada predominante es la vertical y desplomada, con agujeros, regletas y fisuras. En el de "Las cuevas" la escalada se realiza por una placa vertical en la que abundan las rutas técnicas.
Las primeras vías de escalada se abrieron en Pancorbo a mediados de la década de los años 70 del siglo XX, con vías como "Estreno", "Esfinge", "Negra" y "Mono" de tipo clásico de fisura. Más adelante, de la mano de Fernando Ruiz y Arturo Ríos, se realizó la apertura de vías de escalada libre.
La mejor época para escalar es de primavera a otoño. Las vías disponen de equipamiento variado, se puede encontrar desde sellamientos químicos a parabolts pasando por spits, buriles y algún clavo.

### Vías en Pancorbo
Sector Las cuevas
| N.º | Vía                      | Grado |
| --- | ------------------------ | ----- |
| 7   | Barón Munchhausen        | 5a    |
| 8   | Elena                    | 5     |
| 9   | Canal de las Cuevas      | 3     |
| 10  | ¡Necesito más!           | 5+    |
| 11  | El fantasma sin sábana   | 5a    |
| 12  | Vía del rapel            | 5     |
| 13  | Vía sin nombre           | 6a    |
| 14  | Desidia                  | 6a    |
| 15  | Directa a las Cuevas     | 6a    |
| 16  | El graduado              | 6c    |
| 17  | El desertor del Álamo    | 6b+   |
| 18  | O calvo, o siete pelucas | 5+    |
| 19  | ¡Hey! Sabina             | 5+    |
| 20  | Calipso                  | 5     |
| 21  | Pegaso                   | 6b+   |
| 22  | Polvos negros            | 5+    |
| 23  | Tripi volcánico          | 6b+   |
| 24  | Come cocos               | 6b+   |
| 25  | Tranki tronco            | 6b+   |
| 26  | Agujetas en las tetas    | 6b    |
| 27  | Vía de la travesía       | 6b    |
| 28  | Diedro de las Cuevas     | 5     |
| 29  | Salida directa           | 6a    |
| 30  | El carón te aguarda      | 6c    |

Sector Desfiladero
| N.º | Vía                                            | Grado  |
| --- | ---------------------------------------------- | ------ |
| 42  | El estreno                                     | 4+     |
| 43  | La arista del artista                          | 6b     |
| 44  | Todavía no he encontrado lo que estoy buscando | 6C     |
| 45  | Atxarte                                        | 6a     |
| 46  | Morcillas Aurora                               | 6a     |
| 47  | La chorizo                                     | 6b     |
| 48  | Adrenalina Whay                                | 6a     |
| 49  | Aluciiíógena                                   | 6a+    |
| 50  | Potencia brutal                                | 6b+    |
| 51  | Antecuvia                                      | 6a+    |
| 52  | Capitán Garfio                                 | 6c     |
| 53  | Una vida en la vertical                        | 6c+    |
| 54  | La Congelante                                  | 6b+    |
| 55  | Arturo Ríos                                    | 6b     |
| 56  | Esquizofrenia                                  | 6c     |
| 57  | La Gigante                                     | 6a     |
| 58  | Olimpia                                        | 6b/Ao  |
| 59  | Danza vertical                                 | 7a+    |
| 60  | Pink Floyd                                     | 6a+/A2 |
| 61  | Aratxa                                         | 5+     |
| 62  | Divina Providencia                             | 6b+    |
| 63  | Torreón                                        | 4      |